# Dicoides brevidactyus
Dicoides brevidactyus är en kräftdjursart som först beskrevs av Hale 1937.  Dicoides brevidactyus ingår i släktet Dicoides och familjen Gynodiastylidae. Inga underarter finns listade i Catalogue of Life.